# Декенпфрон
Декенпфрон (њем. Deckenpfronn) општина је у њемачкој савезној држави Баден-Виртемберг. Једно је од 25 општинских средишта округа Беблинген. Према процјени из 2010. у општини је живјело 3.034 становника. Посједује регионалну шифру (AGS) 8115010.

## Географски и демографски подаци
Декенпфрон се налази у савезној држави Баден-Виртемберг у округу Беблинген. Општина се налази на надморској висини од 569 метара. Површина општине износи 11,4 km². У самом мјесту је, према процјени из 2010. године, живјело 3.034 становника. Просјечна густина становништва износи 266 становника/km².